# Skara Brae
Skara Brae (výslovnost ˈskɑrə ˈbreɪ) je velká kamenná neolitická osada na západním pobřeží ostrova Mainland ve skotských Orknejských ostrovech . Je tvořena deseti domy a byla obydlena v období mezi lety 3100-2500 př. n. l. Jedná se o nejzachovalejší evropskou osadu z období neolitu a díky tomu byla zařazena na seznam světového dědictví organizace UNESCO. Je nazývána „Britskými Pompejemi“.
Až do roku 1850 byla ukryta pod nánosy půdy. V zimě téhož roku došlo při bouři k odkrytí velké mohyly, která je dnes známá pod názvem Skerrabra. První částečné odkrytí několika kamenných staveb provedl místní statkář William Watt. Celkové odkrytí lokality provedl až mezi lety 1928 a 1930 Vere Gordon Childe.